# Rosie Alfaro
Maria del Rosio "Rosie" Alfaro (sinh ngày 12 tháng 10 năm 1971) là một phụ nữ Mỹ bị kết tội sát hại cô bé Autumn Wallace, 9 tuổi vào năm 1990 ở Anaheim, California. Cô hiện đang là tử tù ở California.

## Đầu đời
Alfaro lớn lên ở Anaheim, California. Cô nghiện ma túy năm 13 tuổi, trở thành gái bán dâm năm 14 tuổi, mẹ đơn thân 15 tuổi, có 4 đứa con và giết người ở tuổi 18. Cô nổi tiếng là người phụ nữ đầu tiên ở Quận Cam, California phải nhận án tử hình năm 20 tuổi.

## Gây án
Vào ngày 15 tháng 6 năm 1990, Autumn Wallace (sinh ngày 15 tháng 1 năm 1981), 9 tuổi, đã ở nhà một mình ở Anaheim, California; cô bé đang đợi chị gái và mẹ đi làm về. Alfaro biết rất rõ về gia đình Wallace và thân thiết với một trong những cô con gái lớn. Cô nghĩ rằng chúng đã ra ngoài và có thể trộm đồ trong nhà để bán lấy tiền mua ma tuý.
Autumn mở cửa cho Alfaro và yêu cầu được sử dụng phòng tắm. Alfaro lấy một con dao từ bếp trước khi đi vào phòng tắm, nằm ở phía sau của ngôi nhà. Sau đó, cô ta đã lừa Autumn vào phòng tắm và đâm nạn nhân 50 nhát. Alfaro sau đó đột nhập ngôi nhà để ăn trộm, được cho là để lấy tiền mua ma túy. Tài sản trộm được sau đó đã được bán với giá 240 USD.
Alfaro đã thú nhận hành vi phạm tội trong một cuộc phỏng vấn ghi hình của cảnh sát, nói rằng cô đã sử dụng nhiều heroin và cocaine (chưa bao giờ được chứng minh kể từ khi cô ta chưa bị bắt và bị kiểm tra ma túy trong vòng 36 đến 48 giờ sau vụ giết người) khi cô ta đâm Autumn. Sau đó, cô thay đổi câu chuyện của mình và cáo buộc một người đàn ông không rõ danh tính đã ép cô sát hại nạn nhân. Sau đó, Alfaro khai với cảnh sát rằng có hai người đàn ông chở cô đến nhà Wallace, và một trong những người đàn ông đã vào nhà và buộc cô phải giết Autumn. Cô từ chối xác định danh tính người đàn ông. Bằng chứng từ hiện trường vụ án chỉ cho thấy các thành viên của gia đình Wallace và Alfaro (dựa trên dấu vân tay và dấu giày dính máu trùng khớp) có mặt trong nhà vào ngày hôm đó.

## Kết án
Alfaro đã bị xét xử và bị kết tội giết người cấp độ một với hoàn cảnh đặc biệt. Kết thúc phần hình phạt của phiên tòa, hội đồng xét xử tuyên phạt mức án tử hình. Giai đoạn hình phạt của phiên tòa sau đó được tuyên bố là một sai lầm. Một bồi thẩm đoàn thứ hai đã trả lại một bản án tử hình. Thẩm phán phiên tòa giữ nguyên phán quyết của bồi thẩm đoàn và kết án tử hình Alfaro.
Alfaro là người phụ nữ đầu tiên bị kết án tử hình trong phòng hơi ngạt, tại thời điểm tuyên án là người phụ nữ thứ ba bị kết án tử hình ở California.
Vào tháng 8 năm 2007, Tòa án Tối cao California đã bỏ phiếu nhất trí giữ nguyên bản án tử hình của Alfaro.